# L'immensità/Soltanto il sottoscritto
L'immensità/Soltanto il sottoscritto è il 92° 45 giri di Johnny Dorelli del 1967 pubblicato per la CGD. 

## L'immensità
L'immensità è un brano, scritto da Don Backy, presentato al Festival di Sanremo 1967 dall'autore in coppia con Johnny Dorelli. Quest'ultimo fornì una interpretazione romantica molto apprezzata dal pubblico, difatti la sua versione venderà più di un milione di copie. 
Dorelli inserí il brano nell'album L'immensità dello stesso anno. 

## Soltanto il sottoscritto
Il lato B Soltanto il Sottoscritto è una canzone Rhythm and Blues scritta da Johnny Dorelli e Bruno Pallesi. Anch'essa venne inserita nell'album L'immensità dello stesso anno. 

## Tracce
Lato A
1. L'Immensità

Lato B
1. Soltanto il sottoscritto